# .ht
.ht is het achtervoegsel van domeinen van websites uit Haïti. In februari 2007 waren er minder dan 900 domeinen actief.